# Palais omnisports de Champfleury
 (septembre 2024).
Si vous disposez d'ouvrages ou d'articles de référence ou si vous connaissez des sites web de qualité traitant du thème abordé ici, merci de compléter l'article en donnant les références utiles à sa vérifiabilité et en les liant à la section « Notes et références ».
Le Palais omnisports de Champfleury, aussi appelé "Jean di Giantommaso" est une salle de volley-ball, située à Avignon dans le département de Vaucluse.

## Caractéristiques
Sa capacité est de 1 300 places en gradin, pouvant atteindre 1 500 places lorsque des aménagements au sol sont possibles.

## Utilisation
La salle, située dans le quartier de la gare centrale et jouxtant l'ancienne faculté de droit d'Avignon, fut longtemps utilisée par plusieurs équipes de la ville d'Avignon, avant de ne l'être que quasi exclusivement par l'Avignon Volley-Ball à partir de 1994 lors de l'accession du club en pro'A.
La municipalité effectue des travaux de réfection du parquet taraflex dans le courant des années 2000, les traçages au sol deviennent alors exclusivement destinés à la pratique du volley-ball.
Des manifestations de gymnastique artistique sont également organisées au mois de juin chaque année. Le 30 avril 2012, durant l'entre-deux tours de l'Élection présidentielle française de 2012, Nicolas Sarkozy y tint une réunion publique. 

### Clubs résidents
L'Avignon Volley-Ball occupe la salle lors de ses matchs à domicile en championnat de ligue B.